# Absturz einer Let L-410 der Filair bei Bandundu
Der Absturz einer Let L-410 der Filair bei Bandundu ereignete sich am 25. August 2010. An diesem Tag stürzte bei der Stadt Bandundu in der Demokratischen Republik Kongo auf einem Inlandsflug der Fluggesellschaft Filair  ein Regionalverkehrsflugzeug des Typs LET L-410UVP-E Turbolet ab. Dabei kamen 20 von 21 Personen an Bord ums Leben.

## Maschine
Die betroffene Maschine war eine Let L-410UVP-E Turbolet, die bei LET im tschechoslowakischen Kunovice gebaut wurde. Sie trug die Werksnummer 912608 und wurde 1991 ausgeliefert. Das zweimotorige Regionalverkehrsflugzeug hatte zwei Turboprop-Triebwerke des Typs Walter M601E. Die Maschine wurde zunächst an die Aeroflot ausgeliefert, wo sie mit dem sowjetischen Luftfahrzeugkennzeichen CCCP-67678 betrieben wurde. Später war die Maschine bei einem tschechischen Unternehmen als OK-WDG in Betrieb und dann bis 2007 als OK-WDG bei der estnischen Fluggesellschaft Airest. Schließlich übernahm im Jahr 2009 die Filair die Let und ließ sie mit dem Luftfahrzeugkennzeichen 9Q-CCN zu.

## Unfallhergang
Mit der Maschine wurde ein Inlands-Passagierflug mit mehreren Zwischenlandungen vom Flughafen Kinshasa-N’Dolo zum Flughafen Bandundu in der Demokratischen Republik Kongo durchgeführt. Im Anflug neigte sich gegen 13:00 Uhr UTC+1 (12:00 UTC) die Flugzeugnase nach unten und die Maschine stürzte einen Kilometer vor der Landebahn in eine Lehmhütte. Das Flugzeug wurde durch die Aufprallkräfte zerstört. Alle Personen an Bord, bis auf einen Passagier, wurden getötet. Medienberichten zufolge gab es keine Verletzten am Boden.
Der örtliche Radiosender Radio Okapi berichtete zunächst, der Maschine wäre der Treibstoff ausgegangen, nachdem sie nicht in der Lage war, in Bandundu zu landen. Filair gab später an, dass sich noch 150 Liter Kerosin an Bord befunden hatten.

## Unfallursache
Nachdem der einzige Überlebende vernehmungsfähig war, wurde er zu dem Zwischenfall befragt. Er berichtete, ein anderer Passagier habe ein Krokodil in einer Tasche mit an Bord gebracht, um es auf einem Markt in Bandundu zu verkaufen. Im Anflug auf den Flughafen habe sich das Tier aus der Tasche befreit. Die Passagiere und Flugbegleiter seien dann in Panik in den vorderen Bereich der Maschine gerannt, wodurch sich der Schwerpunkt des Flugzeugs verlagert habe und die Maschine abgestürzt sei. Berichten zufolge habe auch das Krokodil den Absturz überlebt, sei jedoch anschließend von Behörden getötet worden.

## Rezeption
Am 4. April 2019 erschien bei Eden Books der Titel „Das Krokodil im Flugzeug“. Der Filair-Absturz wird im Buch gemeinsam mit 91 bizarren Todesfällen auf Reisen vorgestellt, auch das Titelbild bezieht sich auf den Absturz.